# Ribič Pepe
Ribič Pepe je bila slovenska otroška TV-serija, predvajana na prvem programu TV Slovenija med letoma 2008 do 2023. Režiser prvih nekaj sezon je bil Miha Tozon (1.-3. sezona), nato pa ga je zamenjal Tugo Štiglic (4.-5. sezona). Avtorja serije sta slovenski kitarist Jože Potrebuješ (Čuki) in ilustrator ter nekdanji klaviaturist skupine Gu-gu Igor Ribič.

## Opis
Oddaja je zgodba o starem mornarju Ribiču Pepetu in njegovem najboljšem prijatelju, ptiču Kakaduduju. Ribič Pepe in Kakadudu sta v neprestanem lovu na lisjaka Foksnerja, gusarja, ki skriva zaklad. Med iskanjem Foksnerja in njegovega zaklada Pepe in Kakadudu spoznavata nove stvari in se veliko koristnega naučita. Poleg tega pa na poti za Foksnerjem Pepe otroke uči risati, slikati in izdelovati.

## Igralci
| Igralec        | Vloga          | Čas igranja (sezone) |
| -------------- | -------------- | -------------------- |
| Igor Ribič     | Ribič Pepe     | 1-5                  |
| Lucija Ćirović | Kakadudu       | 1-5                  |
| Lucija Ćirović | lisjak Foksner | 1-5                  |

## Epizode
| Sezona | Sezona | Epizode  | Originalno predvajanje | Originalno predvajanje |
| Sezona | Sezona | Epizode  | Začetek sezone         | Konec sezone           |
| ------ | ------ | -------- | ---------------------- | ---------------------- |
|        | 1      | 36       | 20. oktober 2008       | 22. junij 2009         |
|        | 2      | 37       | 28. september 2009     | 7. junij 2010          |
|        | 3      | 30       | 27. september 2010     | 28. april 2011         |
|        | 4      | 22       | 1. oktober 2011        | 25. februar 2012       |
|        | 5      | 22       | 20. oktober 2012       | 16. marec 2013         |
|        | 6      | se snema | jeseni 2013            | 2014                   |